# Joe Viterelli
Joe „Johnny“ Viterelli (* 10. März 1937 in der Bronx, New York City; † 28. Januar 2004 in Las Vegas, Nevada) war ein US-amerikanischer Schauspieler.

## Leben
Viterelli arbeitete als Geschäftsmann zuerst in New York und seit den 70er Jahren in Los Angeles, wo er den Regisseur Leo Penn, den Vater von Hollywood-Schauspieler Sean Penn, kennenlernte. Leo Penn war von Viterellis markantem Äußeren und seiner rauen, heiseren Stimme angetan und überredete ihn 1990 zu Probeaufnahmen für den Film Im Vorhof der Hölle (State of Grace), in welchem Viterelli prompt eine Hauptrolle als Mobster erhielt.
In den nächsten Jahren folgten zahlreiche ähnliche Rollen, u. a. in Woody Allens Bullets Over Broadway, Mickey Blue Eyes, Eraser, Die Firma und Reine Nervensache. Auch in amerikanischen Fernsehproduktionen wie Im Netz des Syndikats oder Fallen Angels war Viterelli in den 90er Jahren zu sehen. Er hatte seinen letzten Auftritt Anfang 2004 in einem Werbespot für den amerikanischen Einzelhandelskonzern Staples, in welchem er in seiner häufig gespielten Rolle als Mafia-Gangster zu sehen war.
Joe Viterelli starb am 28. Januar 2004 in Las Vegas nach einer Herzoperation an einer Magenblutung und wurde auf dem Friedhof „Holy Cross Cemetery“ in Culver City, Kalifornien begraben. Er hinterließ seine Frau Catherine sowie fünf gemeinsame Kinder, darunter der Filmkomponist Joseph Vitarelli.

## Filmografie (Auswahl)
- 1990: Im Vorhof der Hölle (State of Grace)
- 1991: Die wahren Bosse – Ein teuflisches Imperium (Mobsters)
- 1992: Im Netz des Syndikats (What She Doesn't Know)
- 1992: Im Schatten eines Mörders (In the Shadow of a Killer)
- 1992: Jack Ruby – Im Netz der Mafia (Ruby)
- 1993: Die Firma (The Firm)
- 1994: Bullets Over Broadway
- 1995: Crossing Guard – Es geschah auf offener Straße (The Crossing Guard)
- 1996: Mississippi Delta – Im Sumpf der Rache (Heaven’s Prisoners)
- 1996: Eraser
- 1997: Tango gefällig? (Out of Sea)
- 1998: Mafia! – Eine Nudel macht noch keine Spaghetti! (Jane Austen’s Mafia!)
- 1999: Mickey Blue Eyes
- 1999: Reine Nervensache (Analyze This)
- 2000: Wannabes
- 2001: Schwer verliebt (Shallow Hal)
- 2001: The Cure for Boredom
- 2001: Face to Face
- 2001: Spot
- 2001: Donzi: The Legend
- 2002: Mann umständehalber abzugeben oder Scheidung ist süß (Serving Sara)
- 2002: Reine Nervensache 2 (Analyze That)